# Carrasco, der Schänder
Carrasco, der Schänder (Originaltitel: The Outrage) ist ein US-amerikanischer Western des Regisseurs Martin Ritt aus dem Jahr 1964. Michael Kanins Drehbuch basiert auf der japanischen Kurzgeschichte Rashomon von Akutagawa Ryūnosuke, sowie auf dem Drehbuch der Filmadaption von Akira Kurosawa aus dem Jahr 1950, Rashomon – Das Lustwäldchen, verfasst von Kurosawa und seinem Co-Autor Shinobu Hashimoto.

## Handlung
Im Südwesten der USA treffen drei Männer an einem Bahnhof zusammen und warten gemeinsam auf ihren Zug – ein desillusionierter Priester, ein nörglerischer Goldsucher und ein zynischer Betrüger. Um sich die Zeit zu vertreiben, diskutieren sie den Fall Juan Carrasco. Carrasco ist der meistgesuchte Verbrecher der Gegend, der gerade vom Gericht zum Tode verurteilt wurde wegen Mordes an einem Bürger und der Vergewaltigung von dessen Frau. Bei der Diskussion stellt sich heraus, dass die Verhandlung durch unterschiedliche Versionen des Hergangs belastet wurde.
Carrasco sagte aus, dass er den Mann gefesselt, ihn gezwungen habe, der Vergewaltigung zuzuschauen, und ihn dann in einem Duell getötet habe. Die Frau hingegen behauptete, dass sie, nachdem sie von Carrasco vergewaltigt worden und dieser geflohen sei, ihren Mann selbst getötet habe. Dies sei in einem Anfall von Wut geschehen, weil ihr Mann ihr vorgeworfen habe, den Banditen zu seiner Tat ermutigt zu haben. Ein alter Indianer sagte aus, der Mann habe sich selber getötet, da er durch die Vergewaltigung seiner Frau gedemütigt worden sei.
Die Männer unterbrechen ihre Diskussion, als sie einen Schrei hören. Sie suchen nach der Ursache und finden ein ausgesetztes Baby. Zudem finden sie Gold, das wohl für die Versorgung des Kindes hinterlassen wurde. Als der Betrüger versucht, das Gold zu stehlen, entsteht ein Streit unter den Männern, bei dem sich herausstellt, dass auch der Goldsucher in den Fall Carrasco verwickelt war. Er war Zeuge des Verbrechens, sagte aber nicht aus, da er dem sterbenden Ehemann einen Zierdolch entwendet hatte. Laut dem Goldsucher habe Carrasco die Vergewaltigung bereut und wollte mit der Frau fliehen. Doch die Frau brachte die beiden Männer dazu, um sie zu kämpfen, wobei ihr Ehemann versehentlich auf den Dolch fiel.
Der Goldsucher eröffnet, dass er das Baby annehmen wolle, obwohl er schon fünf Kinder habe. Der Priester findet seinen Glauben an die Menschlichkeit wieder und kehrt zu seiner Gemeinde zurück.

## Hintergrund
Die Produktion der MGM wurde am 7. Oktober 1964 in New York uraufgeführt. In Deutschland erschien der Film 1965, unter anderem auch unter dem Titel Ich bin Carrasco.
Michael Kanin und seine Ehefrau Fay schrieben das ursprüngliche Drehbuch Kurosawas zu einem Broadwaystück mit dem Titel Rashomon um, in dem Claire Bloom ihre Filmrolle spielte. Im Gegensatz zu dem Film beließen die Kanins für das Theaterstück den mittelalterlichen Japan-Hintergrund. In der Rolle des Banditen war Rod Steiger zu sehen. Das Stück erschien erstmals 1959.
Der Film war die vierte von sechs Produktionen, bei denen Regisseur Ritt und Hauptdarsteller Newman zusammenarbeiteten.

## Kritiken
Das Lexikon des internationalen Films fand den Film „trotz beachtlicher darstellerischer und fotografischer Einzelleistungen weder formal noch inhaltlich so abgerundet und überzeugend wie das japanische Vorbild“. Der Film sei „reizvoll jedoch als cineastisches Experiment“. Das Fazit der Filmzeitschrift Cinema lautete: „Packend: Wahrheitsfindung als intellektuelles Drama.“
A. H. Weiler von der New York Times schrieb, Ritt und Newman seien harte und unerschrockene Typen, die Aspekte der menschlichen Schwäche zerlegen und damit ein flottes und anspruchsvolles Drama fertigen, das weit von jeder Filmnorm abweiche. Variety bezeichnete den Film als akkurate Metamorphose des japanischen Stücks aus dem 12. Jahrhundert in eine Westerngeschichte, in der aus einem Samurai ein amerikanischer Gentleman werde.